# Die Heimsuchung
Die Heimsuchung ist ein deutscher Fernsehfilm von Stephan Rick aus dem Jahr 2021, der im Auftrag der ARD-Degeto von der MOOVIE GmbH für Das Erste produziert wurde. Der Psycho-Thriller mit Kostja Ullmann in der Hauptrolle als BKA-Ermittler, der ein Trauma aus seiner Kindheit aufarbeiten muss, wurde 2021 beim Filmfest München uraufgeführt und am 25. September 2021 zur Hauptsendezeit erstmals im TV ausgestrahlt.

## Handlung
Nach einem missglückten Polizeieinsatz, bei dem der Polizeibeamte Ben versucht hatte, ein Kind aus seiner Geiselhaft zu befreien, erwacht er aus dem künstlichen Koma. Dass er bei dem Einsatz den Tod eines kleinen Mädchens nicht verhindern konnte, belastet ihn innerlich sehr. Ben plagen Albträume und Visionen, und seine Freundin Marion überredet ihn, gemeinsam mit ihr für ein paar Tage zu seinen Eltern, die er schon seit sehr vielen Jahren nicht mehr gesehen hat, an die Ostsee zu fahren. Gleichzeitig ist dies aber auch die Rückkehr an einen Ort schmerzhafter Erinnerungen aus Kindertagen. Er hatte hier als Kind seinen besten Freund verloren, der beim Spielen verunglückt war; die Umstände dieses Vorfalls wurden nie richtig aufgeklärt. 
Zu seiner großen Verwunderung muss Ben erfahren, dass sein Freund Timmi, mit dem er einst Blutsbrüderschaft geschlossen hatte, gar nicht tot ist, sondern seit damals im Wachkoma liegt. Bens Eltern wollten ihren Sohn angeblich schützen und hatten ihm deshalb erzählt, dass sein Freund tot wäre. Ben ist darüber extrem verärgert, denn schließlich ist seine Freundin Marion Ärztin und sogar auf Komapatienten spezialisiert. Marion sieht sich Bens Freund umgehend in der Klinik an und lässt sich die bisherigen Untersuchungsergebnisse zeigen. Sie ist davon überzeugt, dass ihn ein extrem traumatisches Erlebnis in diesen komatösen Zustand gebracht haben muss. Damit ist nun Bens kriminalistischer Ehrgeiz geweckt, dem Ganzen auf den Grund zu gehen. Er hofft, dass Timmi dann wieder aufwachen würde, wenn er die Wahrheit herausfindet. Seltsamerweise explodiert, gerade als Ben die alten Polizeiunterlagen des damaligen Unglücks einsehen will, das Archiv der Dorfpolizei. Das bestärkt ihn darin, dass hier offensichtlich etwas vertuscht werden soll. Bens Recherche führt so weit, dass er unter dem Bauernhof von Timmis Eltern eine Unterkellerung entdeckt, was keinen Zweifel daran lässt, dass hier unten Kinder gefangen gehalten und womöglich gequält wurden. Daher ist Ben davon überzeugt, dass Timmis Schwester hier von ihrem Vater missbraucht worden sein muss und Timmi das zufällig mitangesehen hatte.
Marion gelingt es inzwischen, nicht nur bei Timmi Hirnaktivitäten nachzuweisen, sondern ihn auch dazu zu bringen, mittels dieser Hirnaktivitäten auf Fragen mit „ja“ und „nein“ zu antworten. Ben hofft nun, dass sein Freund ihm seine Hypothese bestätigen kann, doch das schlägt fehl. Stattdessen erleidet Timmi einen Rückschlag und Ben wird fortan von massiven Wahnvorstellungen heimgesucht, und das tote Mädchen, das er bei dem letzten Polizeieinsatz nicht retten konnte, begegnet ihm überall als geisterhafte Erscheinung. Er befürchtet, dass sich die Ereignisse der letzten Tage nur in seinem Kopf abgespielt haben könnten, denn sowohl der Ortspolizist als auch seine Eltern reden Ben ein, dass er schuld gewesen sei an Timmis Unfall. Von Zweifeln geplagt stellt er Timmis Vater zur Rede, der nun bestätigt, dass in seinem Keller damals tatsächlich ein Kind festgehalten worden sei, das in Berlin entführt worden war, und dass die Entführer ihn gezwungen hätten, das Mädchen bei sich zu verstecken. Timmis Schwester bestätigt derweil, dass ihr Vater ihr nie etwas angetan hätte.
Ben versteht mehr und mehr, dass er selbst nur ein Produkt von Timmis Einbildung ist: Seine Freundin Marion ist in Wahrheit die Physiotherapeutin Romina (ein Anagramm von Marion), die Timmi in seinem Wachkoma behandelt, und er selbst ist die Puppe, die Timmi immer bei sich trug und die Bens „Mutter“ für Timmi, der oft bei ihnen war, genäht hat. So sieht Ben nun vor seinem geistigen Auge die Geschehnisse von damals: Timmi hatte das entführte Mädchen entdeckt und wollte es befreien. Doch als er mit ihm aus dem Versteck kam, standen Bens „Vater“ und der Ortspolizist vor ihnen. Ehe Timmi es sich versah, erschoss Bens Vater das Mädchen und sorgte anschließend dafür, dass Timmi nicht mehr darüber reden konnte. Ben versteht, dass sein vermeintliches Erlebnis, als er als Polizist das entführte Kind nicht retten konnte, in Wahrheit die Erinnerung an diese Situation war. Darauf vertrauend, die richtigen Schlüsse gezogen zu haben, verspricht er Timmi, dass er nun dafür sorgen werde, dass er wieder aufwachen würde. Mit gezogener Waffe geht er auf seine Eltern zu, die sich als die Entführer des Mädchens herausgestellt haben. Im gleichen Moment erwacht Timmi aus dem Koma.
Die mehrfache Warnung von Bens Mutter, dass die Wahrheit ihn (Ben) umbringen würde, stellt sich unerwartet als richtig heraus, da die Wahrheit Timmi aus dem Koma erweckt hat und so die Fantasiewelt, in der Ben eine reale Person war, zum Einsturz brachte.

## Produktion
Die Dreharbeiten zu Die Heimsuchung fanden im Zeitraum vom 3. November bis zum 3. Dezember 2020 unter dem Arbeitstitel Die letzte Ernte im Umland von Berlin sowie in Bad Doberan, in Wismar und auf der Insel Poel an der Ostsee statt.
Für den Ton zeichnete Johannes Hampel verantwortlich, für das Szenenbild Olaf Rehahn, für das Kostümbild Nici Zinell und für die Maske Dorit Jur sowie Anne Rosset.  Die Kamera führte Pascal Schmit. Als verantwortliche Redakteure zeichneten Carolin Haasis und Christoph Pellander.
Der Song Where Is My Mind? von den Pixies wird mehrmals im Film sowie im Abspann verwendet.

## Rezeption

### Einschaltquote
Die Erstausstrahlung von Die Heimsuchung am 25. September 2021 wurde in Deutschland von 4,52 Millionen Zuschauern gesehen und erreichte einen Marktanteil von 17,7 % für Das Erste.

### Kritik
Rainer Tittelbach von tittelbach.tv meinte zu diesem Film: „‚Die Heimsuchung‘ ist ein herausragend guter, clever konzipierter Psycho-Thriller mit Kostja Ullmann als BKA-Ermittler, der mit einem Kindheitstrauma konfrontiert wird: Nach dem fesselnd gefilmten Prolog, in dem ein kleines Mädchen erschossen wird, schicken Thorsten Wettcke (Buch) und Stephan Rick (Regie) den Polizisten auf eine Reise, die ihn in eine Schattenwelt weit jenseits der Grenze seines eigenen Seins führt. Der ungemein sorgfältig gestaltete Thriller ist ein Fest für Menschen mit einer Vorliebe für Geschichten, die mit großer Raffinesse konstruiert sind und ihrem Publikum ständig neue Rätsel aufgeben. Wie am Ende sämtliche Puzzleteile wie von Geisterhand an die richtige Stelle fallen und eine einzige Erkenntnis sämtliche Fragen beantwortet: Das ist große Erzählkunst. Der Schluss ist ohnehin ein Knüller, der die gesamte Geschichte in ein völlig anderes Licht taucht.“
Im Feuilleton der F.A.Z. wird der Streifen positiv beurteilt.
Dennis Müller von der Süddeutschen Zeitung wertete: „Für diesen Film sollte man die Bereitschaft mitbringen, über die Science-Fiction-artige Kommunikationsweise via Gehirnfunktionsmessung zwischen Ben, Marion und dem Komapatienten Timmi hinwegzusehen. Sie gleicht mehr einer Geisterséance als der Praxis im Krankenhausalltag, das stört aber angesichts der fulminanten zweiten Hälfte des Films nicht weiter.“
Die Kritiker von film-rezensionen.de beurteilten den Titel Die Heimsuchung als „doppeldeutig, so wie vieles hier auf verschiedenen Ebenen stattfindet und dabei das Publikum genüsslich in die Irre führt. Ein Film, bei dem man sich zwischendrin mehrfach fragt, was das nun genau soll. Ein Film, der einen selbst nach dem Abspann noch verblüfft zurücklässt.“ „Und doch ist ‚Die Heimsuchung‘ deutlich interessanter und durchdachter, als man es zunächst meint. Sorgsam verstreute Hinweise werden vielleicht wahrgenommen, aber doch falsch gedeutet. Denn zum Schluss kommt eine völlig andere Auflösung, an die kaum einer daheim vor den Fernsehern gedacht haben mag. Auch deshalb weil sie so absurd ist, dass man sich schon fragt, wie Drehbuchautor Thorsten Wettcke (Wir sind die Welle) bitteschön auf so etwas gekommen ist. Da dürfte es im Anschluss so manch irritierten Blick geben.“
Maximilian Haase von prisma.de schrieb über den Film: „Alles scheint Bedeutung zu haben, aber zu viel Bedeutung kann schließlich auch ermüden. Sehr konstruiert scheint zudem so manche der Wendungen, die allerdings zugleich den Reiz des Drehbuchs von Thorsten Wettcke ausmachen.“ Die Bildsprache ist nicht weniger interessant, denn „Rätselhafte Flashbacks und hübsch in Szene gesetzte Orientierungslosigkeiten stellen die Geschichte auf den Kopf“ und „zwischen Gruseldorfstimmung am Meer und kühlen MRT-Hirnbildern [kommt am Ende] dennoch […] ein wenig ‚Fight Club‘-Atmosphäre […] auf.“